# Episodi di Boston Legal (terza stagione)
Negli Stati Uniti la terza stagione della serie televisiva Boston Legal è stata trasmessa dal 19 settembre 2006 al 29 maggio 2007.
In Italia, la terza stagione è stata trasmessa in prima visione assoluta dall'8 settembre 2008 al 16 febbraio 2009, ogni lunedì alle ore 21:00, su Mya, canale pay della piattaforma Mediaset Premium.
| nº | Titolo originale            | Titolo italiano                      | Prima TV USA      | Prima TV Italia   |
| -- | --------------------------- | ------------------------------------ | ----------------- | ----------------- |
| 1  | Can't We All Get a Lung     | Diritto alla vita                    | 19 settembre 2006 | 8 settembre 2008  |
| 2  | New Kids on the Block       | Nuovi ragazzi ai blocchi di partenza | 26 settembre 2006 | 15 settembre 2008 |
| 3  | Desperately Seeking Shirley | Cercasi Shirley disperatamente       | 3 ottobre 2006    | 22 settembre 2008 |
| 4  | Fine Young Cannibal         | La grande sfida                      | 10 ottobre 2006   | 29 settembre 2008 |
| 5  | Whose God Is It Anyway?     | Ma di chi è questo Dio?              | 17 ottobre 2006   | 6 ottobre 2008    |
| 6  | The Verdict                 | Il verdetto                          | 24 ottobre 2006   | 13 ottobre 2008   |
| 7  | Trick or Treat              | Dolcetto o scherzetto?               | 31 ottobre 2006   | 20 ottobre 2008   |
| 8  | Lincoln                     | Test di paternità                    | 26 novembre 2006  | 27 ottobre 2008   |
| 9  | On the Ledge                | Falsa pista                          | 28 novembre 2006  | 3 novembre 2008   |
| 10 | The Nutcrackers             | Conflitti di famiglia                | 5 dicembre 2006   | 10 novembre 2008  |
| 11 | Angel of Death              | La furia di Katrina                  | 9 gennaio 2007    | 17 novembre 2008  |
| 12 | Nuts                        | Diritto di volare                    | 16 gennaio 2007   | 24 novembre 2008  |
| 13 | Dumping Bella               | In nome della vanità                 | 30 gennaio 2007   | 1º dicembre 2008  |
| 14 | Selling Sickness            | Cammino di fede                      | 6 febbraio 2007   | 8 dicembre 2008   |
| 15 | Fat Burner                  | Energie alternative                  | 13 febbraio 2007  | 15 dicembre 2008  |
| 16 | The Good Lawyer             | Il bravo avvocato                    | 20 febbraio 2007  | 22 dicembre 2008  |
| 17 | The Bride Wore Blood        | La donna dai due volti               | 20 marzo 2007     | 29 dicembre 2008  |
| 18 | Son of the Defender         | Un ragionevole dubbio                | 3 aprile 2007     | 5 gennaio 2009    |
| 19 | Brotherly Love              | Contratti d'amore                    | 10 aprile 2007    | 12 gennaio 2009   |
| 20 | Guise N' Dolls              | Bambole pericolose                   | 24 aprile 2007    | 19 gennaio 2009   |
| 21 | Tea and Sympathy            | Tè e simpatia                        | 1º maggio 2007    | 26 gennaio 2009   |
| 22 | Guantanamo By the Bay       | La baia di Guantanamo                | 8 maggio 2007     | 2 febbraio 2009   |
| 23 | Duck and Cover              | Rifugio illegale                     | 15 maggio 2007    | 9 febbraio 2009   |
| 24 | Trial of the Century        | Il processo del secolo               | 29 maggio 2007    | 16 febbraio 2009  |